# منطقه کلان‌شهری مونترال
مونترال بزرگ یا منطقه کلان‌شهری مونترال (به انگلیسی: Greater Montreal؛ به فرانسوی: Communauté métropolitaine de Montréal) یک منطقهٔ کلان‌شهری در کانادا است که در استان کبک واقع شده‌است. منطقه کلان‌شهری مونترال ۴٬۰۹۸٬۹۲۷ نفر جمعیت دارد و زبان عمده آن فرانسوی است.